# Ricardo Gutiérrez
Ricardo Daniel Gutiérrez Hernández (ur. 17 czerwca 1997 w Tangamandapio) – meksykański piłkarz występujący na pozycji bramkarza, od 2020 roku zawodnik Mazatlán.